# Farnstädt (Königshof)
Der Königshof Farnstädt war eine Pfalz auf dem Gebiet der heutigen Ortschaft Farnstädt etwa zehn Kilometer nördlich von Querfurt, nahe der BAB 38.

## Geschichte
Farnistat erscheint zweimal im Hersfelder Zehntverzeichnis und ist Mitte des 12. Jahrhunderts neben Eisleben und anderen unter den Höfen „que pertinent ad mensam regis Romani“ im sogenannten Tafelgüter-Verzeichnis des römischen Königs als „Warenstada“ genannt. 1144 schenkte König Konrad III. dem zeitweilig nahe Farnstädt verlegten Kloster Paulinzelle ein Königshufe „in dem kunigesholte“ (Königs-, Kirchen-, Kilianshagen). 1179 übergab Kaiser Friedrich I. dem Kloster Kaltenborn vier Pfund Pfennige von einem Liten-, einem Slawen- und mehreren Hörigen-Hufen („mansus famulorum“) tauschweise in dem zur „curtis“ Allstedt gehörigen Dorf Farnstädt.
Weitere Reichsgüter sind im Laufe der Zeit zersplittert und entfremdet worden. Wesentliche Teile gelangten in den Besitz der Ritter „de Hallis“ (von Halle), die durchweg als Vasallen der Edlen von Schraplau erscheinen, darunter der Raubritter Gerhard von Halle zu Farnstädt, gegen den die Bürger von Halle 1437 mit 600 Reitern, 1000 Mann Fußvolk und Artillerie zu Felde zogen. Sie nahmen das in Resten erhaltene, teilweise von einem Wassergraben umgebene feste Haus in Ober-Farnstädt (das spätere „Rittergut Unterhof“) ein.
Im 18. Jahrhundert war Farnstädt Besitz der Familie von Geusau, deren Epitaphien in der Kirche „St. Johannes Evangelist und Paulus“ zu Ober-Farnstädt erhalten sind.